# Route nationale 498
Pour les articles homonymes, voir Route 498.
La route nationale 498, ou RN 498, est une ancienne route nationale française reliant Chamborne (commune de Félines), en Haute-Loire, à Saint-Chamond, dans la Loire.

## Histoire

### Création de la route
La loi du 16 avril 1930 autorise le classement de près de 40 000 km de routes départementales, de chemins de grande communication et de chemins d'intérêt commun dans le domaine routier national, face à l'essor de l'automobile et « à l'incapacité des départements à investir dans leur réseau ».
L'itinéraire de Murat à Andrézieux par la Chaise-Dieu est classé dans le domaine routier national par le décret du 22 janvier 1931 pour la Haute-Loire, par classement :
- du chemin de grande communication (Gc) no 12 de Félines (située sur la route nationale 106 historique) à Craponne-sur-Arzon[3] ;
- du Gc no 1 jusqu'à Pontempeyrat (à la limite du département de la Loire)[3].

L'itinéraire de la Chaise-Dieu à Saint-Chamond est classé dans le domaine routier national par le décret du 3 décembre 1930 pour la Loire par classement :
- du chemin de grande communication no 6 bis de Pontempeyrat (limite départementale) au Gc no 2 bis ;
- du Gc no 2 bis entre le Gc no 6 bis et la route nationale 82 ;
- du Gc no 7 bis entre les routes nationales 82 (à l'Étrat) et 88 (à Saint-Chamond)[3].

En 1933, l'itinéraire de la Chaise-Dieu à Saint-Chamond prend le numéro 498.

### Déclassements
Un transfert de routes nationales aux départements s'opère en 1972.
Dans le département de la Haute-Loire, le déclassement de la route nationale 498 dans son intégralité (17,221 km) prend effet le 1er janvier 1973. Elle devient la D 498.
Dans le département de la Loire, le déclassement de cette route entre la limite du département de la Haute-Loire et la route nationale 82 (47,810 km) prend effet le 1er janvier 1973. Elle devient aussi la D 498.
La section subsistant entre L'Étrat et Saint-Chamond joue le rôle de contournement nord de Saint-Étienne. Elle est déclassée en 2006 et devient la D 1498.

### Améliorations du tracé
Depuis le déclassement, plusieurs améliorations de tracé ont été réalisées par les départements de la Haute-Loire et de la Loire qui assurent désormais la gestion de cette ancienne route nationale.
Afin d'améliorer la desserte du sud-ouest du département de la Loire et des Monts du Forez, le conseil général a aménagé dans les années 2000 une déviation de la route départementale 498 en voie express jusqu'à Bonson.
Le contournement de Saint-Marcellin-en-Forez, long de 4,5 km, est ouvert à la circulation depuis juillet 2015 ; inauguré le 20 juillet, sa réalisation, entièrement financée par le département de la Loire, a coûté 11,4 millions d'euros (deux phases d'ouverture, en 2008 et 2015),.
Le contournement de Bonson est aménagé en voie express ; sa traversée est devenue la RD 9498.

## Exploitation
Les portions de route déclassées sont gérées par les départements.
Les routes départementales situées sur le territoire communautaire de Saint-Étienne Métropole ont été transférées du département de la Loire à la métropole le 1er juillet 2020. La portion de la D 498 située sur la commune de Saint-Nizier-de-Fornas (à l'ouest de Saint-Bonnet-le-Château) ainsi que l'intégralité de la D 1498 sont transférés dans la voirie métropolitaine ; par délibération du conseil métropolitain du 30 septembre 2021, ces sections deviennent respectivement M 498 et M 1498.

## Tracé

### De Chamborne à Andrézieux-Bouthéon
- Chamborne, commune de Félines (km 0) (D 498)
- Fontannes, commune de Jullianges
- Jullianges (km 6)
- Craponne-sur-Arzon (km 12)
- Pontempeyrat, commune de Craponne-sur-Arzon
- Passage sur l'Ance et limite départementale entre la Haute-Loire et la Loire
- Usson-en-Forez (km 25)
- Estivareilles (km 33)
- Saint-Bonnet-le-Château (km 39)
- Luriecq (km 44)
- Nus, commune de Périgneux
- Saint-Marcellin-en-Forez (km 55)
- Bonson (km 60)
- Saint-Cyprien
- Passage sur la Loire par le pont d'Andrézieux-Bouthéon
- Andrézieux-Bouthéon (km 67)

Tronc commun avec la RN 82 (devenue RD 1082 puis RM 1082)

### De L'Étrat à Saint-Chamond
- L'Étrat (km 78) (M 1498)
- La Tour-en-Jarez
- La Talaudière (km 84)
- Sorbiers
- Saint-Chamond (km 89)

### Voie express (D 498)
Dans les années 2000 et 2010, le département de la Loire a construit une voie express entre Bonson et l'autoroute A72.
- D 8 : Montbrison, Sury-le-Comtal par D 8, Bonson par D 9498, ZAC des Plaines
- D 8 : Saint-Cyprien, Saint-Just-Saint-Rambert (quartier Saint-Rambert), Bonson par D 9008
- Franchissement de la Loire par le pont de Saint-Just-Saint-Rambert (ou grand pont sur la Loire, ou pont Pascal-Clément[Note 1] depuis le 26 février 2021[13])
- D 12 : Andrézieux-Bouthéon, Saint-Just-Saint-Rambert (quartier Saint-Just)
- Carrefour giratoire avec l'échangeur de l'A72 (vers Saint-Étienne et Lyon)